# 金閣寺ぷるる
金閣寺 ぷるる（きんかくじ ぷるる）は、日本の漫画家。別ペンネームは葉山 りこ（はやま りこ）。
1999年、『これで作る! CGケモノ少女』（BNN刊）でデビュー。メディアワークスの「電撃」各誌を中心にカットを担当することが多い。
2005年まで『電撃G's magazine』「双恋 ツインズ・ラブ・コメディ」の漫画を担当。